# Список депутатов Национального собрания Азербайджана VI созыва
В статье представляется персональный состав Милли Меджлиса (Парламента) Азербайджана шестого созыва по итогам выборов, состоявшихся 9 февраля 2020 года.

## Общие сведения
VI созыв сформирован по итогам выборов, проведённых 9 февраля 2020 года.
21 июня 2024 года Парламент принял обращение к Президенту о назначении внеочередных выборов в рамках статьи 98-1 Конституции Азербайджана. Очередные выборы парламента VII созыва должны были состояться в ноябре 2024 года. В связи с проведением в ноябре 2024 года в Азербайджане также 29-й конференции ООН по изменению климата, для обеспечения нормального проведения и выборов и конференции по климату было принято обращение о проведении внеочередных выборов. 28 июня 2024 года распоряжением Президента VI созыв был распущен.

## Правление VI созыва
| Спикер          | Первый заместитель | Заместитель      | Заместитетель |
| --------------- | ------------------ | ---------------- | ------------- |
| Сахиба Гафарова | Али Гусейнли       | Фазаил Ибрагимли | Адиль Алиев   |

## Депутаты Милли Меджлиса
| №   | ФИО                  | Округ                                                 |
| --- | -------------------- | ----------------------------------------------------- |
| 1   | Васиф Талыбов        |                                                       |
| 2   | Иса Габиббейли       | Шарурский избирательный округ №2                      |
| 3   | Саттар Мехбалыев     |                                                       |
| 4   | Эльдар Ибрагимов     |                                                       |
| 5   | Сиявуш Новрузов      |                                                       |
| 6   | Ульвия Гамзаева      |                                                       |
| 7   | Джеби Гулиев         |                                                       |
| 8   | Азай Гулиев          |                                                       |
| 9   | Камаледдин Гафаров   |                                                       |
| 10  | Мадер Мусаев         |                                                       |
| 11  | Айдын Гусейнов       | Гарадагский избирательный округ №11                   |
| 12  | Сабина Хасаева       |                                                       |
| 13  | Рауф Алиев           | Хазар-Пираллахинский избирательный округ №13          |
| 14  | Солтан Мамедов       |                                                       |
| 15  | Ульви Гулиев         |                                                       |
| 16  | Эркин Гадирли        |                                                       |
| 17  | Эльнур Аллахвердиев  | Ясамальский третий избирательный округ №17            |
| 18  | Расим Мусабеков      | Нариманов–Низаминский избирательный округ №18         |
| 19  | Хикмет Мамедов       |                                                       |
| 20  | Адиль Алиев          | Наримановский второй избирательный округ №20          |
| 21  | Малахат Гасанова     |                                                       |
| 22  | Асим Моллазаде       |                                                       |
| 23  | Зияд Самедзаде       |                                                       |
| 24  | Кёнуль Нуруллаева    |                                                       |
| 25  | Садагат Велиева      |                                                       |
| 26  | Фазиль Мустафаев     |                                                       |
| 27  | Алиаббас Салахзаде   |                                                       |
| 28  | Эльдар Гулиев        |                                                       |
| 29  | Нигяр Арпадараи      | Сабаильский избирательный округ №29                   |
| 30  | Севиндж Фаталиева    | Сураханский первый избирательный округ №30            |
| 31  | Этибар Алиев         | Сураханский второй избирательный округ №31            |
| 32  | Афет Гасанова        |                                                       |
| 33  | Гусейнбала Мираламов | исключён за недостойное поведение                     |
| 34  | Михаил Забелин       |                                                       |
| 35  | не избран            |                                                       |
| 36  | Гудрат Гасангулиев   |                                                       |
| 37  | Парвин Керимзаде     |                                                       |
| 38  | Нагиф Гамзаев        |                                                       |
| 39  | Мушфиг Джафаров      | Кяпязский первый избирательный округ №39              |
| 40  | Муса Гулиев          |                                                       |
| 41  | Хиджран Гусейнова    |                                                       |
| 42  | Таир Миркишили       |                                                       |
| 43  | Эмин Гаджиев         | Сумгаитский третий избирательный округ №43            |
| 44  | Мушвиг Мамедли       |                                                       |
| 45  | Октай Асадов         | Абшеронский избирательный округ №45                   |
| 46  | Ильтизам Юсифов      |                                                       |
| 47  | Айдын Мирзазаде      |                                                       |
| 48  | Ильхам Мамедов       |                                                       |
| 49  | Али Гусейнли         |                                                       |
| 50  | Шахин Сеидзаде       | сдал мандат 17 марта 2022 года                        |
| 51  | Азер Бадамов         | Гусарский избирательный округ №51                     |
| 52  | Вахид Ахмедов        | Губинский избирательный округ №52                     |
| 53  | Анатолий Рафаилов    | Губа - Гусарский избирательный округ №53              |
| 54  | Садиг Гурбанов       |                                                       |
| 55  | Эльданиз Салимов     | сдал мандат 27 декабря 2021 года                      |
| 56  | Севиль Микаилова     | Хачмазский сельский избирательный округ № 56          |
| 57  | Амина Агазаде        | Кюрдамирский избирательный округ №57                  |
| 58  | Рафаэль Гусейнов     |                                                       |
| 59  | Жаля Ахмедова        | Сальянский избирательный округ №59                    |
| 60  | Фазаил Агамалы       | Сальян-Нефтчалинский избирательный округ №60          |
| 61  | Сабир Рустамханлы    |                                                       |
| 62  | Азиз Алекперов       | Саатлинский избирательный округ №62                   |
| 63  | Кямал Джафаров       | Сабирабадский первый избирательный округ №63          |
| 64  | Рамин Мамедов        | Сабирабадский второй избирательный округ №64          |
| 65  | Ахлиман Амирасланов  | Саатлы-Сабирабад-Кюрдамирский избирательный округ №65 |
| 66  | Бахруз Магеррамов    |                                                       |
| 67  | Малик Гасанов        |                                                       |
| 68  | Эльман Насиров       |                                                       |
| 69  | Фазаил Ибрагимли     |                                                       |
| 70  | Махшур Мамедов       |                                                       |
| 71  | Анар Искендеров      |                                                       |
| 72  | Муса Гасымлы         |                                                       |
| 73  | Руфат Гулиев         |                                                       |
| 74  | не избран            |                                                       |
| 75  | Джаваншир Пашазаде   | Ленкоранский–Масаллинский избирательный округ №75     |
| 76  | Зияфет Аскеров       | Лянкяран-Астаринский избирательный округ №76          |
| 77  | Рашад Махмудов       |                                                       |
| 78  | Игбал Мамедов        |                                                       |
| 79  | Рази Нуруллаев       |                                                       |
| 80  | не избран            |                                                       |
| 81  | Шахин Исмаилов       |                                                       |
| 82  | Таир Рзаев           | Агджабединский избирательный округ №82                |
| 83  | Агиль Аббасов        | Агджабеди-Физулинский избирательный округ №83         |
| 84  | Вюгар Байрамов       | Физулинский избирательный округ №84                   |
| 85  | Тамам Джафарова      | Шемахинский избирательный округ №85                   |
| 86  | Новрузали Асланов    | Исмаиллинский избирательный округ №86                 |
| 87  | Таир Керимли         |                                                       |
| 88  | Сабир Гаджиев        |                                                       |
| 89  | Мазахир Эфендиев     | Гёйчай-Агдашский избирательный округ №89              |
| 90  | Джавид Османов       |                                                       |
| 91  | Рамиль Гасан         | Уджарский избирательный округ №91                     |
| 92  | Жаля Алиева          | Зардаб-Уджарский избирательный округ №92              |
| 93  | Фатма Йылдырым       |                                                       |
| 94  | Захид Орудж          |                                                       |
| 95  | Сахиб Алыев          | Тертерский избирательный округ №95                    |
| 96  | Анар Мамедов         |                                                       |
| 97  | Агалар Велиев        |                                                       |
| 98  | Сахиба Гафарова      |                                                       |
| 99  | Нурлан Гасанов       |                                                       |
| 100 | Кямран Байрамов      | Шамкир-Дашкесанский избирательный округ №100          |
| 101 | Эльшад Мирбашир      |                                                       |
| 102 | Низами Сафаров       |                                                       |
| 103 | Севиндж Гусейнова    | Гедабекский избирательный округ №103                  |
| 104 | Арзу Нагиев          | Гедабекско-Товузский избирательный округ №104         |
| 105 | Ганира Пашаева       | Прекращены полномочия                                 |
| 106 | Ульвия Агаева        | Товуз-Газах-Агстафинский избирательный округ №106     |
| 107 | Самед Сеидов         |                                                       |
| 108 | Низами Джафаров      | Агстафинский избирательный округ №108                 |
| 109 | Насиб Магамалиев     |                                                       |
| 110 | Эльшан Мусаев        | Закатальский избирательный округ №110                 |
| 111 | Камиля Алиева        | Загатала-Балакенский избирательный округ №111         |
| 112 | Азер Керимли         |                                                       |
| 113 | Вюгар Искендеров     |                                                       |
| 114 | Али Масимли          |                                                       |
| 115 | Джаваншир Фейзиев    | Шекинский сельский второй избирательный округ №115    |
| 116 | Фаттах Гейдаров      | умер 4 августа 2020 года                              |
| 117 | Агия Нахчыванлы      |                                                       |
| 118 | Бахтияр Алиев        | Агдамский городской избирательный округ №118          |
| 119 | Бахтияр Садыгов      |                                                       |
| 120 | Джейхун Мамедов      |                                                       |
| 121 | Махир Аббасзаде      | Лачинский избирательный округ №121                    |
| 122 | Турал Гянджалиев     | Ханкендинский избирательный округ №122                |
| 123 | Агиль Мамедов        |                                                       |
| 124 | Эльман Мамедов       | Шуша - Агдам - Ходжалы - Ходжавендский округ №124     |
| 125 | Имамверди Исмаилов   |                                                       |